# Chaetothyrium
Chaetothyrium es un género de hongos en la familia Chaetothyriaceae.